# Britské listy
Britské listy – dziennik internetowy w języku czeskim, założony w 1996 r. przez Jana Čulíka. Witrynę w ciągu roku odwiedza 3 mln unikalnych czytelników (Google Analytics).